# Пеньико
Пеньико — древний город цивилизации Караль, расположенный в перуанской провинции Уаура в северной части региона Лима. Об открытии города было объявлено в июле 2025 года после восьми лет исследований. 

## История
Считается, что город был основан где-то между XIX и XVI веком до н. э., ближе к концу существования цивилизации Караль-Супе. Предполагается, что город был ключевым торговым центром цивилизации, поскольку он находился в стратегическом месте для обмена между обществами Анд, Амазонии и побережьем Тихого океана. Археолог Рут Шэди возглавила исследования Пеньико после того, как руководила раскопками Караля, близлежащего города, считающегося центром той же цивилизации. Исследователи описали открытие города как неотъемлемую часть понимания того, что произошло с цивилизацией после её краха, который приписывается изменению климата.
За восемь лет исследований на месте было раскопано в общей сложности 18 сооружений, включая церемониальные храмы и жилой комплексы, а также стены центральной площади. При объявлении об открытии города 3 июля 2025 года археологи также заявили, что они нашли ряд артефактов внутри этих зданий: церемониальные предметы; глиняные скульптуры животных и человеческих фигур; и ожерелья из бусин и морских раковин. Внутри одного сооружения, которое было названо B1-B3, археологи нашли церемониальные инструменты, глиняные скульптуры и путуту — трубы, изготовленные из раковин конха. Исследователи предположили, что известность города могла быть связана с торговлей гематитом.